# Ejler Koch
Ejler Koch, född 11 augusti 1933 på Frederiksberg, död 11 augusti 1978, var en dansk jurist och socialdemokratisk politiker. Han var folketingsledamot 1973-1977.
Ejler Koch var son till kyrkohistorikern Hal Koch och politikern Bodil Koch, samt bror till prästen och politikern Dorte Bennedsen. Han var utbildad jurist från Köpenhamns universitet med förvaltningsrätt som specialitet. Han var liksom resten av familjen engagerad i Socialdemokratiet och markerade sig som en ståndaktig debattör, som tidvis kunde bekymra partiledningen. Han kritiserade bl.a. Ritt Bjerregaards Kaffeklub, en informell politisk sammanslutning inom partiet som styrde den politiska agendan, med orden ”Kaffeklubben styrs efter principerna för oupplyst envälde och repressiv intolerans”. Detta, och flera andra uttalanden, gjorde att han fick politiska motståndare inom sitt eget parti. Hans karriär som rikspolitiker började 1972-1973, då han var suppleant i Folketinget. Han blev invald 1973 och behöll detta mandat till 1977, då han utsågs till direktör för Miljøstyrelsen. Han dog ett år senare i cancer.